# Nils Gaup
Nils Gaup (nascut el 12 d'abril de 1955) és un director de cinema sámi de Noruega.

## Carrera

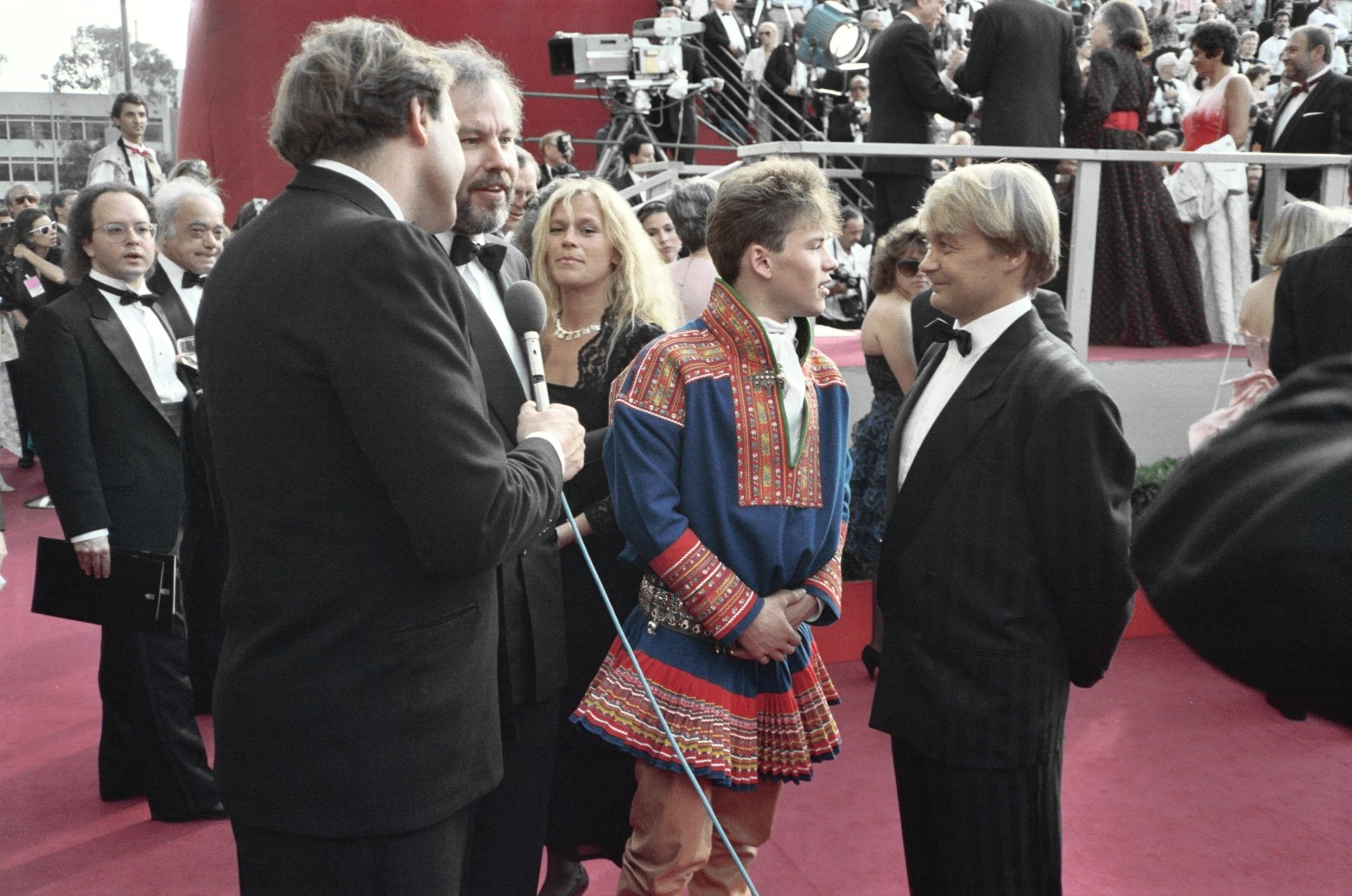
Mikkel Gaup i Nils Gaup als Premis Oscar de 1987

Gaup va néixer a Kautokeino, comtat de Finnmark a Noruega del Nord. Primer va tenir la intenció de convertir-se en esportista, però de 1974 a 1978 va anar a l'escola de teatre i va estudiar al Beaivváš Sámi Našunálateáhter a Kautokeino. També va fundar el primer conjunt de teatre en llengua sami.
Després d'actuar en diverses pel·lícules, va assolir protagonisme internacional el 1987 amb la seva pel·lícula Ofelaš (títol internacional en anglès Pathfinder). Va ser la primera pel·lícula de llarga durada amb tots els diàlegs en sami septentrional. Aquesta pel·lícula li va valer una nominació als Premis de Oscar al Millor pel·lícula en llengua estrangera i el Gran Premi al Festival Internacional de Cinema Fantàstic de Yubari de 1990. També va obtenir una menció especial al XXI Festival Internacional de Cinema Fantàstic de Sitges.
Després d'això, va fer la pel·lícula Haakon Haakonsen (Nàufrag) finançada per Disney, basada en la novel·la d'aventures juvenil Haakon Haakonsen. En norsk Robinson (Haakon Haakonsen. Un Robinson noruec) de l'autor noruec O. V. Falck-Ytter. El 1993 va rodar la seva pel·lícula més reeixida fins ara Amb el cap fora l'aigua. Per aquesta pel·lícula, va guanyar el premi Amanda (el premi de cinema noruec més important). Va ser refeta com una pel·lícula estatunidenca de 1996 amb Cameron Diaz i Harvey Keitel en els papers principals. La seva següent pel·lícula va ser L'estrella del nord, un projecte de Christopher Lambert. Aquesta pel·lícula va ser criticada tant per la taquilla com per la crítica.
Gaup estava programat anteriorment com a director de la pel·lícula de Kevin Costner Waterworld. Però a causa de l'explosió dels costos, va abandonar el projecte.
Va dirigir la pel·lícula de 2008 Kautokeino-opproret sobre la rebel·lió de Kautokeino de 1852 de la ciutat homònima de Noruega. És la història real dels disturbis del poble sami contra l'església i el domini estatal sobre la venda d'alcohol. El 2016 va dirigir el drama història L'últim rei.

## Filmografia

### Director
- Ofelaš (1987) també guionista
- Haakon Haakonsen (1990) també guió
- Amb el cap fora l'aigua (1993), refet com a Head Above Water (1996)
- Just Do It (1994) curtmetratge
- L'estrella del nord (1996)
- Misery Harbour (1999)
- Deadline Torp (2005) sèrie de televisió
- Kautokeino-opprøret (2008) també guionista
- A la recerca de l'estel de Nadal (2012)[7]
- Glassdukkene (2014)
- L'últim rei (2016)
- Sulis (2022)

### Actor
- Det andre skiftet (1978) – Olof
- Krypskyttere (1982) – Kåre, soldat
- Nattseilere (1986) – Gilio
- O'Horten (2007) – Same (

## Vida personal
Nils Gaup és oncle de l'actor Mikkel Gaup.
Actualment està casat amb Linn-Kristin Henriksen, la germana de l'actor Stig Frode Henriksen conegut per la pel·lícula Kill Buljo.